# 小托尔西 (奥布省)
小托尔西（法語：Torcy-le-Petit，法語發音：[tɔʁsi lə pəti]）是法国奥布省的一个市镇，与大托尔西相邻，属于特鲁瓦区。

## 地理
小托尔西（48°31'54"N, 4°11'38"E）面积7.29 平方千米，位于法国大東部大區奥布省，该省份为法国中北部省份，北起马恩省，西接塞纳-马恩省，西南至约讷省，东南至科多尔省，东临上马恩省。
与小托尔西接壤的市镇（或旧市镇、城区）包括：勒谢讷、奥布河畔圣纳博尔、圣雷米苏巴尔比伊斯、大托尔西、维内特。

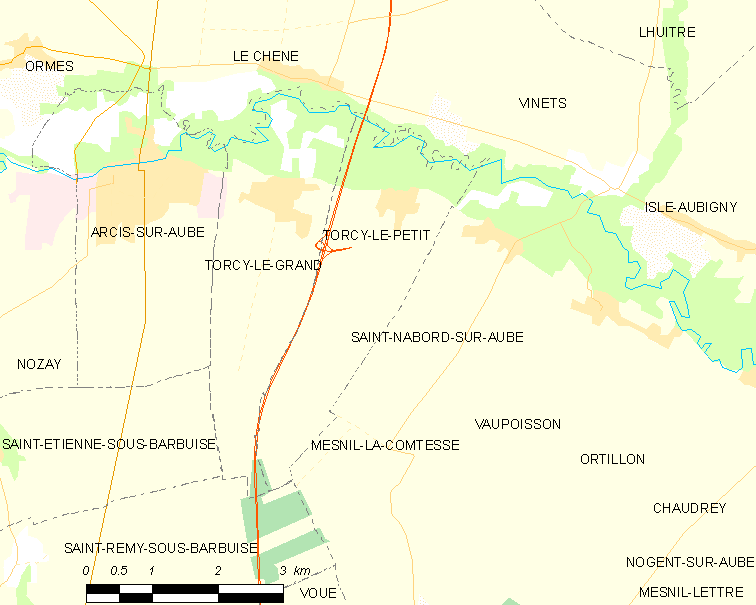
的OSM定位图

小托尔西的时区为UTC+01:00、UTC+02:00（夏令时）。

## 行政
小托尔西的邮政编码为10700，INSEE市镇编码为10380。

## 政治
小托尔西所属的省级选区为奥布河畔阿尔西县。

## 人口

1962-2008年间人口变化图示

小托尔西于2022年1月1日时的人口数量为72人。